# Boris Alexejewitsch Wwedenski
Boris Alexejewitsch Wwedenski (russisch Борис Алексеевич Введенский; * 7. Apriljul. / 19. April 1893greg. in Moskau; † 1. Juni 1969 ebenda) war ein russischer Physiker und Hochschullehrer.

## Leben
Wwedenski, Sohn eines Dozenten der Moskauer Geistlichen Akademie († 1913), begann nach dem Besuch des Gymnasiums 1911 das Studium an der physikalisch-mathematischen Fakultät der Staatlichen Universität Moskau (MGU). Ab 1912 arbeitete er im physikalischen Laboratorium W. K. Arkadjews der Städtischen Schanjawski-Universität Moskau und ab 1913 im physikalischen Laboratorium der MGU bei N. N. Andrejew. Er schloss das Studium im Ersten Weltkrieg 1915 als Physiker ab und arbeitete dann in Moskau in einer Fabrik für Feldtelefone mit Unterbrechung durch den Militärdienst 1916–1917. 1916 veröffentlichte er seine erste wissenschaftliche Arbeit in der Lebedew-Gesellschaft für Physik über Stahl für Dauermagnete. 1919 wurde er zur Roten Armee eingezogen und in das von M. W. Schuleikin geleitete Militärradiolaboratorium abgeordnet. 1919–1926 war er Professorstellvertreter des Moskauer Forstinstituts. 1920–1925 hielt er Vorlesungen in der Militärakademie für Elektrotechnik, in der Kommunistischen Swerdlow-Universität und anderen Instituten. Ab 1921 lehrte er an der MGU und wurde Professor.
1923 wurde Wwedenski auf Antrag des Elektrotechnischen Allunionsinstituts (ab 1927 Staatliches Elektrotechnisches Experimentalinstitut (GEEI)) in dieses Institut abgeordnet, wo er in der Magnetabteilung und ab 1927 in der Radioabteilung arbeitete. Zusammen mit G. S. Landsberg verfasste er eine grundlegende Arbeit über den Magnetismus. Seit 1922 beschäftige er sich mit Ultrakurzwellen und baute nun ein Ultrakurzwellen-Laboratorium auf. 1925 wurde er Professor am Lehrstuhl für Elektrotechnik des Liebknecht-Instituts für Industrie und Pädagogik (bis 1930) und 1930 Professor und aktives Mitglied des physikalischen Instituts der MGU. 1934 wurde er Korrespondierendes Mitglied der Akademie der Wissenschaften der UdSSR (AN-SSSR) und Doktor der physikalisch-mathematischen Wissenschaften.
1935 wechselte Wwedenski mit einer Gruppe von Mitarbeitern des GEEI als Laboratoriumschef nach Leningrad zum Forschungsinstitut Nr. 9 (NII-9), dem Physikalisch-Technischen Institut. 1940 kehrte er nach Moskau zurück und wurde Stellvertretender Vorsitzender der Sektion für Funkverkehr der Abteilung für technische Wissenschaften der AN-SSSR. Nach Beginn des Deutsch-Sowjetischen Krieges und Evakuierung 1941 leitete er die Funkverkehr-Gruppe im Physik-Institut der AN-SSSR (FIAN), die die Reflexion der Funkwellen an der Troposphäre untersuchte und Prognosen für den Generalstab der Roten Armee machte. 1943 wurde Wwedenski Wirkliches Mitglied der AN-SSSR.

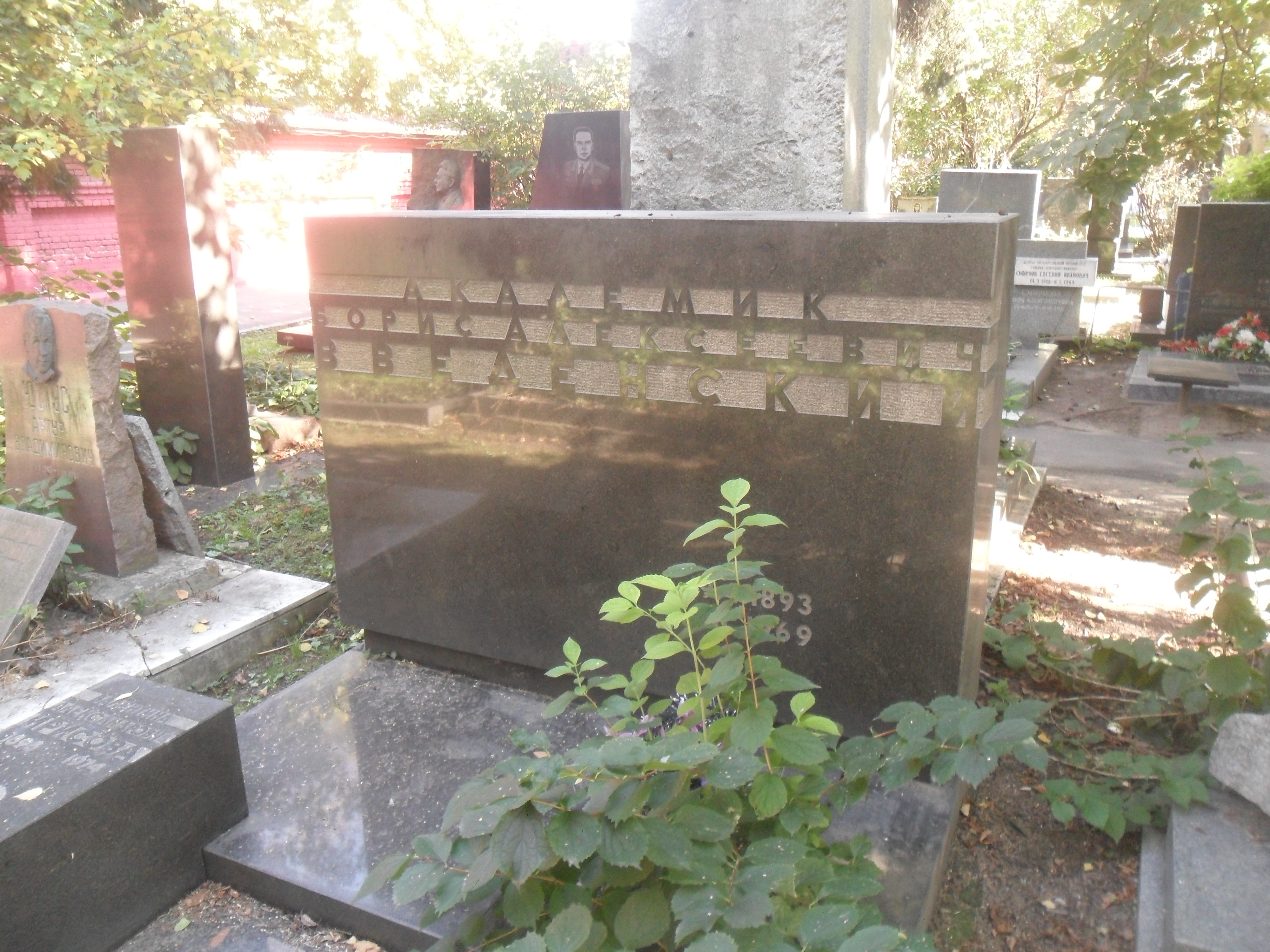
Boris Alexejewitsch Wwedenskis Grab auf dem Moskauer Nowodewitschi-Friedhof

Wwedenski initiierte zusammen mit A. I. Berg, N. D. Dewjatkow, W. A. Kotelnikow, J. B. Kobsarew, W. W. Migulin und D. W. Sjornow die Gründung des Instituts für Funktechnik und Elektronik der AN-SSSR 1953 in Moskau, dessen wissenschaftliche Arbeit sie dann leiteten. Daneben war Wwedenski Chefredakteur der Großen Sowjetischen Enzyklopädie.

## Ehrungen
- Leninorden (1945, 1953, 1963)[8]
- Goldene Popow-Medaille der AN-SSSR (1949)[8]
- Stalinpreis II. Klasse (1952)[8]
- Orden des Roten Banners der Arbeit (1953, 1962)[8]
- Held der sozialistischen Arbeit (1963)[3]